# Metro 2033 (videoigra)
Metro 2033 je prvoosebna strelska videoigra in preživetvena grozljivka razvijalcev 4A Games, ki je izšla marca 2010 pri založbi THQ za Microsoft Windows in konzolo Xbox 360. Zgodba temelji na istoimenskem romanu ruskega pisatelja in novinarja Dimitrija Gluhovskega in govori o preživelih po jedrski kataklizmi v bližnji prihodnosti, ki se zatečejo v sistem Moskovske podzemne železnice. Igralec prevzame vlogo Artjoma, ki se poda po rovih, polnih skrivnostnih nevarnosti, da bi poiskal pomoč v boju proti mutiranim bitjem, ki napadajo njegovo domačo postajo.
Ob izidu je bila igra deležna pozitivnih ocen kritikov, ki so pohvalili grozljivo vzdušje, bogato okolje in zanimivo zgodbo, manj odobravanja pa so poželi hrošči in umetna inteligenca. Izkazala se je tudi za prodajno uspešnico. Leta 2013 je na račun uspeha izšlo nadaljevanje Metro: Last Light, tokrat pri založniku Deep Silver. Leto kasneje je izšla še kompilacija obeh delov z naslovom Metro Redux za Windows in konzoli PlayStation 4 ter Xbox One.

## Igranje
V osnovi je Metro 2033 prvosebna strelska videoigra. Njeno okolje so predori in postaje Moskovske podzemne železnice, nekaj akcije pa se odvija tudi v ruševinah Moskve na površju. Zgodba je podana skozi linearno enoigralsko kampanjo, ki jo prekinjajo animacije s ključnimi dogodki.
Človeške in mutirane sovražnike je možno pobiti z naborom orožja, od tradicionalnega, kot so revolverji, brzostrelke in granate, do bolj eksotičnega, kot je pnevmatski samostrel. V spopadih človeški sovražniki uporabljajo kritje in poskušajo obkrožiti igralca, mutanti pa se približajo in ga iz nepostredne bližine grizejo ali tepejo. S prihuljenim gibanjem se je včasih možno izogniti spopadu. Med spopadi se igralcu počasi obnavlja življenjska energija, kar je možno pospešiti z uporabo sanitetnih paketov. Vmesnik je minimalističen, bolj kot na neposredno prikazovanje podatkov se zanaša na zvočne in vidne namige, tako mora igralec pregledati svoje orožje, da ugotovi, koliko nabojev je ostalo v šaržerju.
Med elementi preživetvene grozljivke so temačna okolja, sovražniki, ki napadajo iz zasede, in zelo omejena količina streliva, ki ga mora igralec nabirati od padlih in iz redkih zabojnikov z zalogami. Ključno vlogo imajo naboji 5,45 × 39 mm (»vojaško strelivo«), ki služijo tudi kot valuta in jih je možno zamenjati za orožja, nadgradnje ali druge vrste streliva. Temačne predore in hodnike si lahko igralec razsvetli s svetilko, ki jo je treba občasno napolniti z ročnim dinamom. Za kontaminirana območja mora uporabljati plinsko masko, za katero mora zbrati zalogo zračnih filtrov in se lahko tudi poškoduje v boju, da jo je treba zamenjati.
Skozi igro, ki je sicer dokaj linearna, ima igralec nekaj priložnosti za moralne odločitve, recimo ali bo dal nekaj vojaškega streliva brezdomcu, ki ga prosi za vbogajme. Od njih je odvisen konec, niso pa očitne, tako da jih je možno povsem spregledati.

## Zgodba
Igra se odvija 20 let po jedrski kataklizmi, ki je uničila svet. Nekaj preživelih se je uspelo zateči v sistem moskovske podzemne železnice, kjer životarijo ob pridelanih gobah in ostankih civilizacije. Živali, kot so podgane in medvedi, so mutirali v pošasti, v nekaterih delih pa predstavlja težavo tudi radioaktivna kontaminacija. Povrh vsega so se prebivalci različnih postaj razdelili v sovražne frakcije in po predorih ves čas divjajo spopadi med stalinisti ter nacisti, med katerimi delujejo oportunistični banditi, ki plenijo in ugrabljajo talce. Kot nevtralni varuhi miru so se vzpostavili Nadzorniki (Rangers).
Artjomova postaja VDNH (Razstavišče) je leta 2033 tarča napada skrivnostnih bitij, imenovanih Temni (the Dark Ones). Elitni Nadzornik po imenu Hunter prosi Artjoma, posvojenega sina poveljnika postaje, za pomoč. Preden odide po sledeh Temnih, mu da svojo verižico in mu naroči, naj jo preda njegovim nadrejenim v Polisu, »glavnem mestu« metroja.
Naslednji dan se Artjom javi za čuvaja karavane na poti proti sosednji postaji. Telepatska sila onesposobi ostale člane, ki pa je Artjom ne občuti. Ko pridejo na varno, se sreča s tihotapcem Bourbonom, ki mu ponudi, da ga bo odpeljal do Polisa. Na poti proti centru prečkata razne predore in več postaj, za del poti se morata tudi prebijati skozi ruševine na površju, vendar je Bourbon na koncu ubit v napadu banditov. Artjoma reši popotnik Khan, ki ga popelje skozi nekaj predorov, v katerih straši, in postajo, na kateri potekajo spopadi. Predlaga mu, da poišče njegovega znanca Andrewa Kovača, ki živi na Rdeči progi pod nadzorom stalinistov. Z Andrewovo pomočjo se Artjom izmuzne iz stalinističnega teritorija, a ga kmalu po tistem ujamejo njihovi sovražniki, pripadniki neonacističnega Četrtega rajha.
Pred usmrtitvijo ga rešita Nadzornika Pavel in Ulman, med tihotapljenjem iz nacističnega teritorija pa nato Pavel umre. Artjom sam odide naprej in naleti na skupino preživelih, ki poskušajo ustaviti krdelo mutantov pred prodorom v Polis. To jim ne uspe, a Artjom preživi in reši dečka, s katerim uideta in s pomočjo branilcev dosežeta površje. Tam ponovno sreča Ulmana, ki ga odpelje do Millerja, polkovnika Nadzornikov v Polisu.
Vrhovni svêt Polisa na sestanku odkloni pomoč Razstavišču, vendar ima Miller dodatne načrte: ve namreč za raketni silos D6, ki bi lahko uničil gnezdo Temnih v botaničnem vrtu. Da bi ga našli, potrebujejo vojaški zemljevid, ki naj bi bil v Ruski državni knjižnici. Po spletu okoliščin mora Artjom v knjižnici, kjer prežijo posebej nevarni mutanti – Knjižničarji, sam najti zemljevid. To mu uspe, nakar z Millerjevo in Ulmanovo pomočjo uide. Ker se je izkazal, ga Nadzornika sprejmeta v svoje vrste in ga vključita v operacijo iskanja in aktivacije poveljniškega središča D6. S prodorom v skrivni vojaški del sistema podzemne železnice jim to uspe, nakar se Artjom in Miller odpravita na Ostankinski stolp, da bi namestila laserski namerilnik. Artjom mora do vrha spet sam, tam pa doživi živo halucinacijo Temnih.
Glede na igralčeve odločitve sta možna dva konca. V običajnem Artjom opravi nalogo in rakete uničijo Temne. Če pa je bil sočuten, dobi izbiro: lahko opravi nalogo ali pa uniči laserski namerilnik, ko tik pred zdajci spozna, da so Temni s halucinacijami poskušali stopiti v miroljuben stik.

## Razvoj
Pisatelj je razvoj zaupal ukrajinskemu studiu 4A Games z ljudmi, ki so imeli izkušnje že z razvojem tematsko podobne igre S.T.A.L.K.E.R.: Shadow of Chernobyl. Ustvarjalcem je pustil veliko ustvarjalne svobode, a je bdel nad razvojem, da je igra verodostojna priredba njegovega dela, tako je denimo na novo napisal vse dialoge v ruščini.
Metro 2033 uporablja igralni pogon 4A Engine, ki sta ga razvila programerja Oles Šiškovcov in Oleksandr Maksimčuk iz 4A Games. Razvijalska ekipa se je osredotočila na vzdušje in zgodbo, navdih so med drugim črpali iz igre Half-Life 2. Prizadevali so si, da bi vsak prizor po filmsko prispeval k pripovedi. V ta namen so ustvarili bogato okolje, v katerem računalniški liki delujejo po svoje in pogosto kramljajo drug z drugim, poleg tega akcijo za raznolikost prekinjajo mirnejši trenutki. Iz istega razloga se je ekipa odločila opustiti večigralski način.
Studio je leta 2006 oznanil, da dela na igri z naslovom Metro 2033: The Last Refuge za osebne računalnike in konzolo PlayStation 3. Dean Sharpe iz podjetja THQ je videl izdelek v zgodnji fazi razvoja na igričarskem sejmu in je, impresioniran, prepričal vodilne v svojem podjetju, da prevzamejo vlogo založnika. Kasneje je na ta račun postal izvršni direktor 4A Games. THQ je oktobra 2009 uradno napovedal igro za osebne računalnike in Xbox 360, razvoj za PlayStation 3 pa so opustili iz poslovnih razlogov.

## Izid in odziv
| Agregator  | Ocena                   |
| ---------- | ----------------------- |
| Metacritic | PC: 81/100 X360: 77/100 |

| Publikacija    | Ocena  |
| -------------- | ------ |
| 1Up.com        | C+     |
| Destructoid    | 8/10   |
| Eurogamer      | 8/10   |
| Game Informer  | 9/10   |
| GamePro        | 3.5/5  |
| GameSpot       | 8/10   |
| GamesRadar+    | [ 29 ] |
| GameTrailers   | 7.8/10 |
| Giant Bomb     | [ 6 ]  |
| IGN            | 6.9/10 |
| Joystiq        | [ 31 ] |
| VideoGamer.com | 7/10   |

Igra je izšla 16. marca 2010 v Severni Ameriki in tri dni kasneje na evropskem tržišču. Nekaj mesecev kasneje je igro pospremil še dodatek »Ranger pack« z novimi orožji in težjim igralnim načinom.
Ocene kritikov so bile v splošnem pozitivne. Na spletišču Metacritic, ki zbira in povpreči ocene iz različnih virov, ima različica za osebni računalnik oceno 81 od 100, tista za Xbox 360 pa 77 od 100. Večinoma so se kritiki strinjali, da je igra privlačna, z vzdušjem, ki igralca posrka vase, izkušnjo pa da nekoliko pokvarita le neroden igralni način in slaba umetna inteligenca.
Leto po izidu je podpredsednik THQ priznal, da igra ni bila deležna zadostne podpore, predvsem na področjih razvoja in trženja. To je bila posledica dejstva, da so pogodbo podpisali razmeroma pozno, zaradi česar ni bilo dovolj časa za zadostno promocijo pred izidom. Kljub temu se je Metro 2033 izkazal za prodajni uspeh, tako je bil peta najbolje prodajana igra v Združenem kraljestvu v prvem tednu po izidu. Tudi THQ ga je opisal za »zelo dobičkonosnega« za podjetje, k čemur so pripomogli nizki stroški razvoja v Vzhodni Evropi. Junija 2012 je prišel v javnost podatek, da so prodali več kot 1,5 milijona izvodov, do aprila 2015 pa še 1,5 milijona izvodov kompleta Metro Redux.
Leta 2013 je izšlo nadaljevanje, Metro: Last Light, a pri založniku Deep Silver, ki je prevzel pravice nad franšizo na dražbi ob bankrotu podjetja THQ. Po izidu so se razvijalci lotili predelave za sodobne igralne konzole, tako remasterizirani različici obeh delov so pod imenom Redux napovedali 22. maja 2014. Metro: Redux za osebne računalnike in konzoli PlayStation 4 ter Xbox One je izšel konec avgusta 2014. Izdaja je vključevala oba dela ločeno ali v kompletu. To je za obe igri pomenilo zlasti izboljšanje grafike in animacij ter izbiro težavnosti, hkrati pa so v Metro 2033 vključili nekaj nadgradenj igralne mehanike iz osnovne različice naslednika, kot so prikrite usmrtitve sovražnikov, in izboljšave umetne inteligence.